# Platysoma minax
Platysoma minax är en skalbaggsart som beskrevs av Miłosz A. Mazur 1999. Platysoma minax ingår i släktet Platysoma och familjen stumpbaggar. Inga underarter finns listade i Catalogue of Life.